# Dorota z Mątowów
Dorota z Mątowów (również Dorota z Mątów, właśc. Dorota Schwartze; ur. 25 stycznia 1347 w Mątowach Wielkich w ówczesnych Prusach, zm. 25 czerwca 1394 w Kwidzynie) − wdowa, tercjarka franciszkańska, rekluza, stygmatyczka oraz błogosławiona Kościoła katolickiego (w Niemczech uznawana za świętą).

## Życiorys
Urodziła się we wsi niem. Groß-Montau (dzisiejsze Mątowy Wielkie), położonej ok. 16 km na zachód od Malborka, w wielodzietnej i religijnej rodzinie jako siódme z dziewięciorga dzieci kolonisty niderlandzkiego Wilhelma Schwartze lub Swartze/ Swarcze/ Swarze (niderl. Bauern Willem Swarte) i jego żony Agaty (1304−1401). Zdaniem Güntera Grassa rodzice Doroty jako Wilhelm i Agata Swarze przybyli z Dolnej Saksonii. Według niektórych źródeł Agata była Polką, a Wilhelm − Niemcem. Została ochrzczona 6 lutego tego samego roku w dzień pamięci patronki św. Doroty z Cezarei. Zdaniem Jana z Kwidzyna Dorotę ochrzczono dwa dni później: „Pośród tych dzieci była ona siódma, ochrzczona 8 lutego, doskonale wychowana w cnotach”.

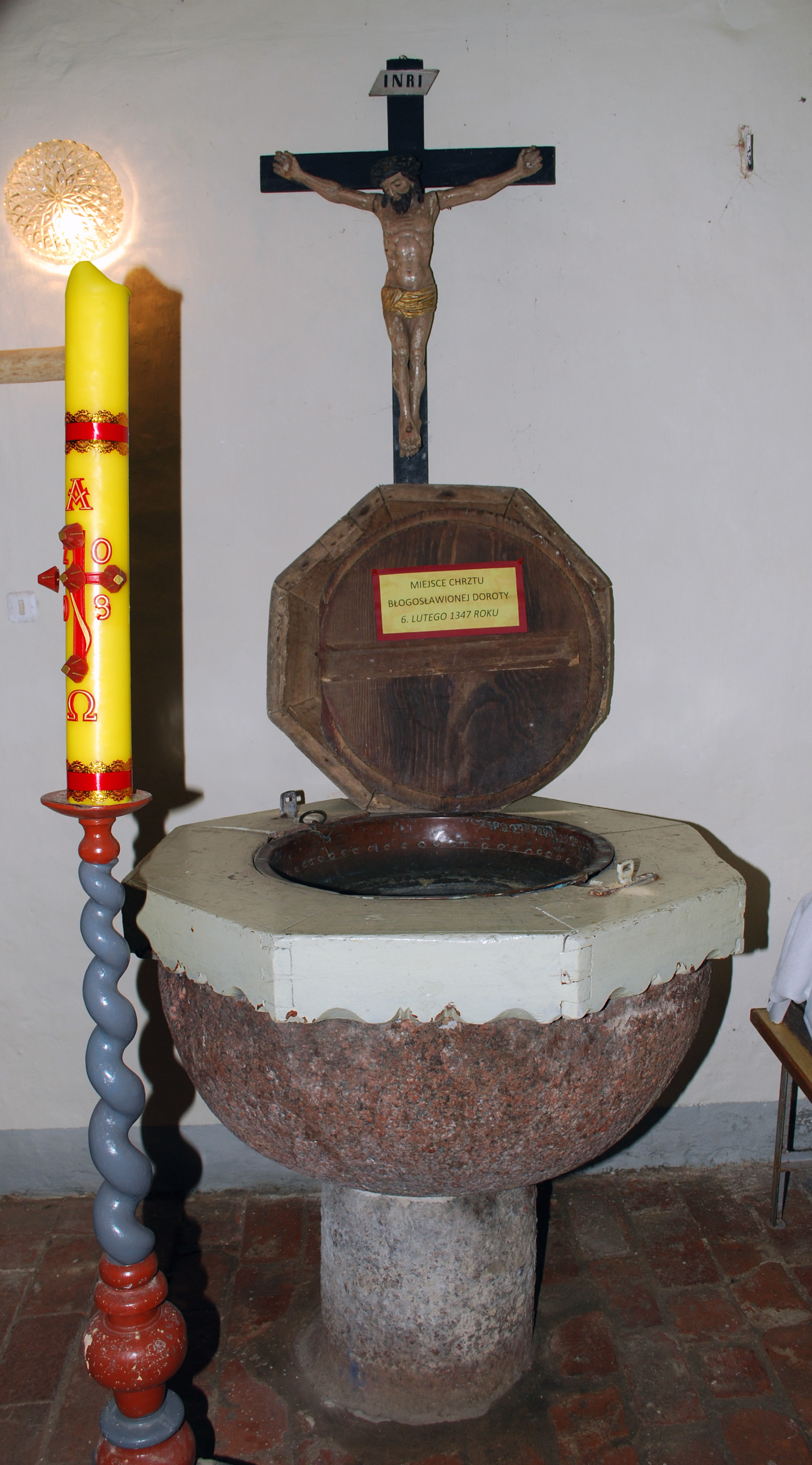
Chrzcielnica w Mątowach Wielkich, w której ochrzczono bł. Dorotę.

Od najmłodszych lat wiodła życie pokutne. Mając sześć lat otrzymała dar ukrytych stygmatów i chciała wieść życie zakonne. W środę popielcową 6 lutego 1353 roku Dorota przystąpiła do pierwszej spowiedzi, a w Wielką Sobotę 8 kwietnia 1357 roku − do pierwszej komunii świętej. Jeden z braci Doroty został kapłanem.
W dniu 15 sierpnia 1363 roku, mając 16 lat, po śmierci ojca (ok. 1290−1359) i pod naciskiem najstarszego brata poślubiła starszego od siebie o ponad 20 lat mieszczanina gdańskiego Adalberta/Albrechta/Alberta (Wojciecha) Swertvegera/Swertfegera (w powieści Grassa - Slichtinga), z którym miała dziewięcioro dzieci i zamieszkała z nim w Gdańsku, w kamienicy przy ulicy Długiej pod obecnym numerem 64. Małżeństwo nie było udane. Adalbert niekiedy dopuszczał się przemocy fizycznej wobec Doroty, próbując zmienić jej ekscentryczny tryb życia. Stając się pośmiewiskiem płatnerzy i sąsiadów, mąż usiłował zmienić przyzwyczajenia Doroty i utrudniał jej uczęszczanie na mszę świętą oraz praktykowanie skrajnych ćwiczeń ascetycznych kosztem domowych i matczynych obowiązków.
W czasie panującej w 1373 roku epidemii zmarło troje ich dzieci, a w 1382, również w wyniku zarazy, kolejnych pięcioro. Fakty te miały wpływ na dalsze zachowanie męża. Pierworodnym dzieckiem Swertvegerów była urodzona w październiku 1366 roku córka Agata (imię nadano na cześć matki Doroty). W wieku 15 lat (1381) Agatę wydano za mąż; zmarła młodo, doczekawszy się córki, która wybrała życie zakonne. Epidemię dżumy z 1382 roku i rodziców przeżyła tylko córka Gertruda, którą matka oddała do klasztoru benedyktynek w Chełmnie. Właściwiej byłoby jednak napisać, że Gertruda trafiła do klasztoru cysterek, albowiem w 1429 roku, jak podaje Jerzy Domasłowski, wydano ostatni dokument określający zakonnice z Chełmna jako cysterki.  
Po stracie dzieci Dorota odbyła z mężem kilka pielgrzymek do różnych sanktuariów w Europie, a po śmierci męża udała się po raz pierwszy i na krótko do Marienwerder (dzisiejszy Kwidzyn) 22 maja 1391 roku, następnie zaś − po otwartym konflikcie z gdańskimi władzami kościelnymi − na stałe, w dniu 30 września 1391. Początkowo umieszczono ją w przytułku, potem została przygarnięta przez mieszczankę kwidzyńską, Matheę Quodemosse, by ostatecznie wynająć komórkę u Katarzyny Mulner. W Kwidzynie spowiednikiem Doroty został dawny dziekan wydziału teologii na uniwersytecie w Pradze Jan z Kwidzyna. O ile poprzedni spowiednicy, Radislaus i Mikołaj z Olsztynka/Pszczółek, nie rozumieli potrzeb duchowych Doroty, o tyle krzyżacki dziekan kapituły, Jan z Kwidzyna, szybko uznał ją za mistyczkę dużej miary, przypominającą w swojej ascezie szkoły mistyczno-ascetyczne Niderlandów. Wbrew ówczesnym obyczajom Jan z Kwidzyna zezwolił Dorocie na częstą komunię świętą.
Dorota zmarła w czwartek, 25 czerwca 1394 roku, w budynku pełniącym funkcję pustelni (rekluzorium) jako pustelnica (rekluza). Jej pogrzeb odbył się 28 czerwca 1394 roku, w wigilię Apostołów Piotra i Pawła; była to niedziela. Jak podkreśla Jan z Kwidzyna w swoim dziele Żywot Doroty z Mątów: nabożeństwa zaś żałobne za nią ciągnęły się do trzydziestu dni. W pierwszych dwu dniach (...) były one tak bogate i uroczyste: co do stroju, co do wielości świateł, co do wspierania ubogich, co do liczby i godności osób odprawiających i co do rozdawnictwa darów, że podobnych i równych przed tym dniem żadnej niewieście w kościele pomezańskim nie wyprawiono. Nie jest natomiast historyczną prawdą, jakoby Dorota została zamurowana w małej celi przylegającej do prezbiterium kościoła katedralnego w Kwidzynie. Hipoteza ta, atrakcyjna ze względów głównie turystycznych, nie znajduje jednak żadnego potwierdzenia ani architektonicznego w obrębie rzekomej celi, ani źródłowego. Ze wspomnianego dzieła Jana z Kwidzyna jasno wynika, że rekluzorium było wolnostojącą budowlą położoną poza katedrą, lecz w jej pobliżu. Zostało wybudowane z cegły i drewna; niewykluczone, że było dodatkowo otoczone płotem. Do rekluzorium miał dostęp nie tylko spowiednik Doroty, czyli Jan z Kwidzyna, lecz także pielgrzymi. Dorota spotykała się z nimi i udzielała rad potrzebującym, za co niejednokrotnie była karcona przez Pana (Oblubieńca). Pustelnia została urządzona ubogo: stół, krzesło, łóżko. Jak zapewnia Jan z Kwidzyna, Dorota rezygnowała z wody do obmywań twarzy, nie potrzebowała także ustępu, ponieważ cały pokarm był przez nią wchłaniany. W rekluzorium były trzy okna i dwa dodatkowe otwory w murze. Jeden z nich, zewnętrzny, jako szuflada służył do podawania pustelnicy pokarmów, a drugi, wewnątrz rekluzorium, do przyjmowania eucharystii. Ten drugi otwór musiał być na wysokości mniej więcej podbródka klęczącej rekluzy. Z lektury Jana z Kwidzyna można wywnioskować, że jedno z okien wychodziło na wschód (z widokiem na katedrę), drugie – na zachód, a trzecie – na południe. W księdze siódmej, w rozdziale 29, Jan z Kwidzyna pozostawił potomnym informację na temat miejsca pochówku Doroty: (...) ciało Boga umiłowanej, drogocenny skarb, [ksiądz Jan Mnich z Elbląga] osobiście złożył w ziemi w kaplicy, w której przodków, mianowicie biskupów, jest pochówek.  
Według kwidzyńskiego badacza, Bogumiła Wiśniewskiego, pustelnia Doroty z Mątów, tj. pustelnia właściwa wraz z przedsionkiem, została zbudowana poza katedrą, po jej południowej stronie, czyli od strony miasta. Wiśniewski uważa, że do dzisiaj zachowały się deski z przedsionka rekluzorium i znajdują się one w katedrze kwidzyńskiej. Kwidzyński historyk sugeruje potrzebę dokonania odwiertów archeologicznych we wskazanych przez niego miejscach, aby sprawdzić obecność albo brak pierwotnych fundamentów pustelni. Ma on także nadzieję, że badania dendrologiczne potwierdzą, że deski, które ma na myśli, rzeczywiście pochodzą z sieni kwidzyńskiej rekluzy.       
W 2008 r. badania archeologiczne przeprowadzone w katedrze w Kwidzynie przez naukowców z Uniwersytetu Mikołaja Kopernika w Toruniu ujawniły pod posadzką prezbiterium grób, który może być, według jednej z hipotez, grobem Doroty z Mątowów.
W maju 2015 roku w kwidzyńskim kwartalniku „Schody Kawowe” ukazał się wywiad z Grzegorzem Ojcewiczem, który wraz z Czesławem Karkowskim wytypował miejsce, w jakim najprawdopodobniej pomezański biskup Paul Speratus nakazał złożyć do grobu ziemnego, wyniesione z katedry około 1544 roku, relikwie św. matki Doroty z Mątów.

### Duchowość
Duchowość Doroty przypomina duchowość devotio moderna i św. Brygidy Szwedzkiej. Jan z Kwidzyna spisał jej objawienia w dwóch dziełach w formie dialogu: Conffessiones i Apparitiones. Napisał także traktaty o jej życiu i duchowości Septililium i Liber de festis. Bł. Dorota znana jest także z krytyki upadku moralnego zakonu krzyżackiego i osoby Konrada Wallenroda.

## Legendy
Legenda błogosławionej Doroty
W 1410 r. po klęsce zakonu Krzyżackiego pod Grunwaldem Wielki Mistrz Zakonu Krzyżackiego Heinrich von Plauen udał się do Malborka, by bronić zamku. Zorganizował obronę, a następnie oddał się modlitwie, prosząc błogosławioną Dorotę, by uchroniła Malbork przed rycerstwem polsko-litewskim i wojskami sprzymierzonymi. Dorota ukazała się mu we śnie, w noc poprzedzającą przybycie wojsk króla Władysława Jagiełły i obiecała, że uchroni Malbork od zdobycia za cenę tego, iż… Ciało von Plauena nie spocznie w Malborku i przez następne 600 lat miejsce jego pochówku będzie nieznane. Nadejdzie jednak dzień, kiedy następca Wielkiego Mistrza przybędzie na wezwanie Błogosławionej Doroty i z należytą godnością uczci pamięć poprzedników.

## W literaturze
Dorota z Mątów była pierwowzorem Aldony, opisanej przez Adama Mickiewicza w powieści poetyckiej Konrad Wallenrod, zamurowanej w wieży zamku w Malborku, która przez wskazanie Wallenroda jako „tego, który «ich» zniszczy” przyczyniła się do wybrania go na Wielkiego Mistrza Zakonu.
Günter Grass w drugim rozdziale powieści Turbot (Der Butt) z 1977 roku (polskie wydanie 1995, Gdańsk), zatytułowanym W drugim miesiącu, przedstawił charakterystyczne momenty z życia Doroty Swarze-panny i Doroty Slichting-mężatki w jednej osobie. Autor-narrator przyjął na siebie rolę męża Doroty, Albrechta Slichtinga, i przeniósł się ze współczesności do „rozkwitłego gotyku”, by w sposób niekorzystny dla Doroty z Mątowów zilustrować historię ich trudnego związku. Dorota nie jest dla Grassa reprezentantką świętości, lecz ekstrawagancji. Nie jest też ani dobrą żoną, ani matką, ani sąsiadką. Autor Turbota dostrzega jednak w przyszłej świętej (błogosławionej) przykład niedojrzałego jeszcze, lecz dramatycznego feministycznego sprzeciwu na miarę gotyku z końca XIV wieku, odważnego buntu kobiety przeciwko zastanemu porządkowi patriarchalnemu i przeciwko człowiekowi, za którego musiała wyjść za mąż bez miłości, bez wzajemności, by rodzić mu przez ponad dziesięć lat regularnie potomków: pięciu chłopców i cztery dziewczynki. Dorota z Mątowów stała się, jak uważa Grass, ofiarą swoich fanatycznych dążeń i spotkała ją ostatecznie śmierć. Mogła umrzeć wcześniej, na stosie, jako czarownica, mogła też umrzeć później, zostawszy za sprawą opata Jana z Kwidzyna, biskupów pomezańskich i najwyższych dostojników krzyżackich kandydatką na ołtarze. Historia postawiła na to drugie rozwiązanie, gdyż Krzyżacy z determinacją pragnęli mieć własną, wywodzącą się z Prus, patronkę pomocną Zakonowi w nadchodzącej wojnie z Polską.

## Patronat
Błogosławiona Dorota jest patronką Prus i Pomorza, kobiet, matek, hutników-odlewników, latarni i różańca.

## Dzień obchodów
Jej wspomnienie liturgiczne obchodzone jest w Kościele rzymskokatolickim w dzienną pamiątkę śmierci (25 czerwca), wspominana jest w niektórych diecezjach niemieckich oraz przez zakon krzyżacki.
W polskim Kościele katolickim ma rangę wspomnienia obowiązkowego w archidiecezji gdańskiej i warmińskiej oraz diecezji elbląskiej.

## Beatyfikacja i kanonizacja
9 stycznia 1976 roku papież Paweł VI podpisał dekret Kongregacji Spraw Kanonizacyjnych zatwierdzający długotrwały kult Doroty z Mątowów. Uroczystości dziękczynne z tej okazji odbyły się w Gdańsku, w katedrze oliwskiej, 13 grudnia 1976 roku.
Zgodnie z normami, odtąd Dorocie z Mątowów przysługiwał tytuł pod jakim była czczona w Kościele. W Polsce była nazywana błogosławioną, zaś w Niemczech świętą, dlatego Dorota z Mątowów raz jest nazywana błogosławioną, raz świętą Dorotą.
Do głębokich czcicieli bł. Doroty należał Benedykt XVI. Zdaniem dr Justyny Liguz z Kwidzyńskiego Towarzystwa Kulturalnego brak jest dowodów na to, by zasadnie twierdzić, że w 1999 roku (lub każdym innym), Joseph Ratzinger jako ówczesny prefekt Kongregacji Nauki Wiary, odbył podróż do Kwidzyna i wówczas w kaplicy błogosławionej Doroty z Mątowów modlił się przed jej wizerunkiem.